# Suha Balogh József (hegedűművész)
Suha Balogh József (Eger, 1913. augusztus 8. − Budapest, 1974. május 4.) magyar hegedűművész, zeneszerző, cigányprímás.

## Életpályája
A középiskolát Mezőkövesden végezte, a miskolci zeneiskolában kezdett hegedülni Rákos Arnoldtól. A Zeneművészeti Főiskolát, Hubay Jenő tanítványaként, 1932-ben végezte el, hegedűművészi, tanári és karmesteri oklevelet kapott. Az év októberében megalakított zenekarával Debrecenben, az Aranybika Nagyszállóban muzsikált.
1958. október 1-én érkezett Budapestre. Előbb a Deák Kávéházban szalonzenekarral, majd a Britannia és az Astoria Szállóban népi zenekarral működött. Szerzeményei Roósz Emil zenekarának előadásában gyakran elhangzottak a rádióban. Műsorán a magyarnóta és a cigányzenemellett a zenei világ klasszikus művei is szerepeltek. Európától Japánig tartott nagy sikerű turnékat.
Külföldi szereplései során Nürnbergben, Hamburgban és Bázelben több alkalommal is megfordult, járt még Franciaországban, Svédországban és 1957-ben Kínában töltött három hónapot.
Utolsó külföldi szereplése alkalmából, 1973 decemberében Baden-Badenben muzsikált.
Leghíresebb szerzeményei:
- Verbunkos and Fast Csárdás;
- Fire Dance;
- Gypsy Bolero.